# Ван Бјурен (Арканзас)
Ван Бјурен (енгл. Van Buren) град је у америчкој савезној држави Арканзас.

## Демографија
По попису из 2010. године број становника је 22.791, што је 3.805 (20,0%) становника више него 2000. године.
| Група             | 2000.          | 2010.          |
| Белци             | 16.152 (85,1%) | 17.835 (78,3%) |
| Афроамериканци    | 312 (1,6%)     | 490 (2,1%)     |
| Азијати           | 535 (2,8%)     | 712 (3,1%)     |
| Хиспаноамериканци | 1.147 (6,0%)   | 2.653 (11,6%)  |
| Укупно            | 18.986         | 22.791         |